# Grammia falloui
Grammia falloui là một loài bướm đêm thuộc phân họ Arctiinae, họ Erebidae.